# Huichapan (kommun)
Huichapan är en kommun i Mexiko.   Den ligger i delstaten Hidalgo, i den sydöstra delen av landet, 120 km nordväst om huvudstaden Mexico City. Arean är 668 kvadratkilometer.
Terrängen i Huichapan är lite bergig.
Följande samhällen finns i Huichapan:
- Huichapan
- Llano Largo
- Dongoteay
- Sabina Grande
- Taguí
- Apartadero
- Boye
- Santa Bárbara
- Ejido de Huichapan
- Zamorano
- La Escondida
- Dothí
- El Tendido
- El Pedregal
- San Mateo